# Serapias lingua
La serapias en lengua (Serapias lingua) es una planta herbácea perenne de la familia Orchidaceae.

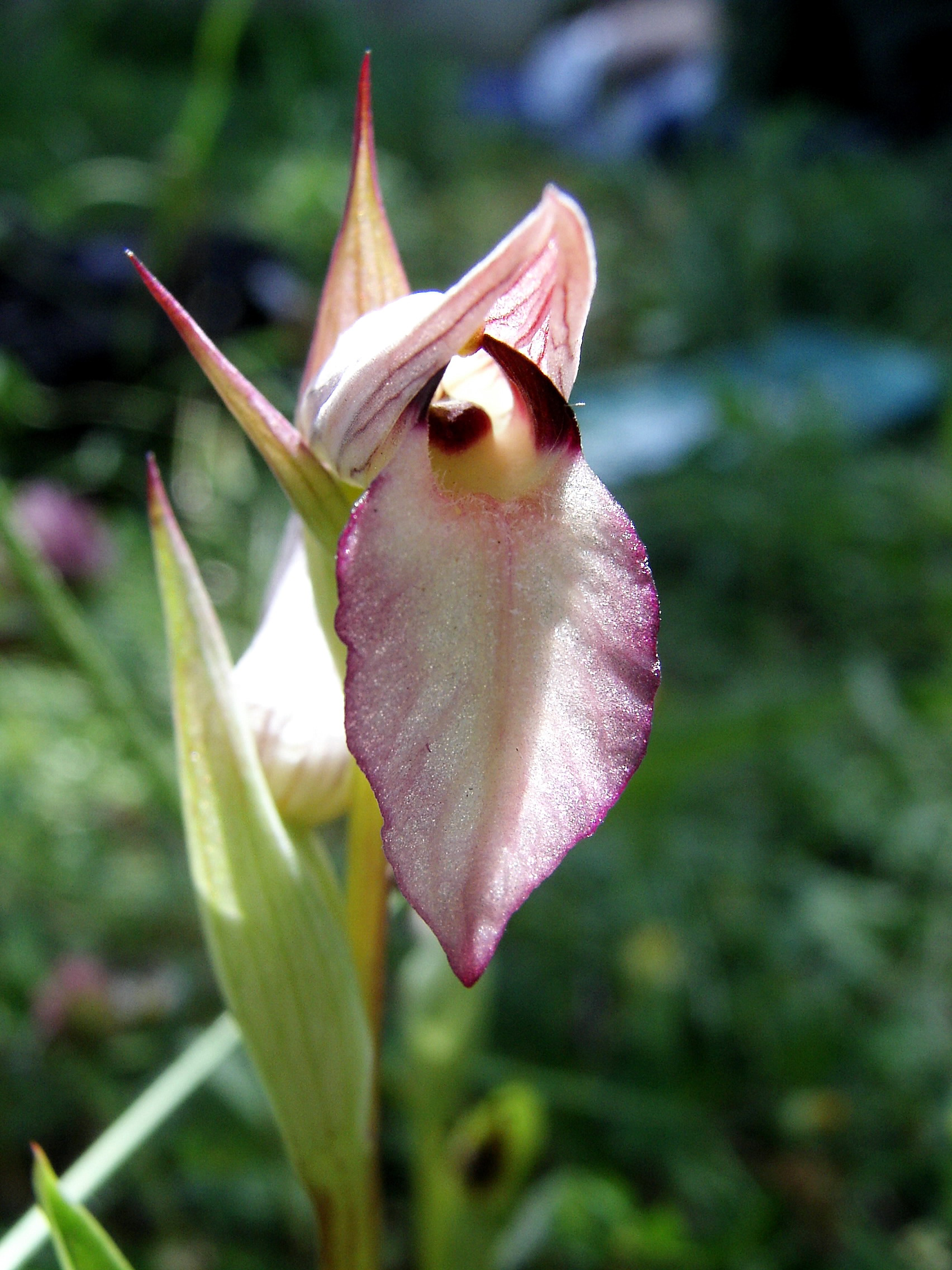
Detalle de la flor

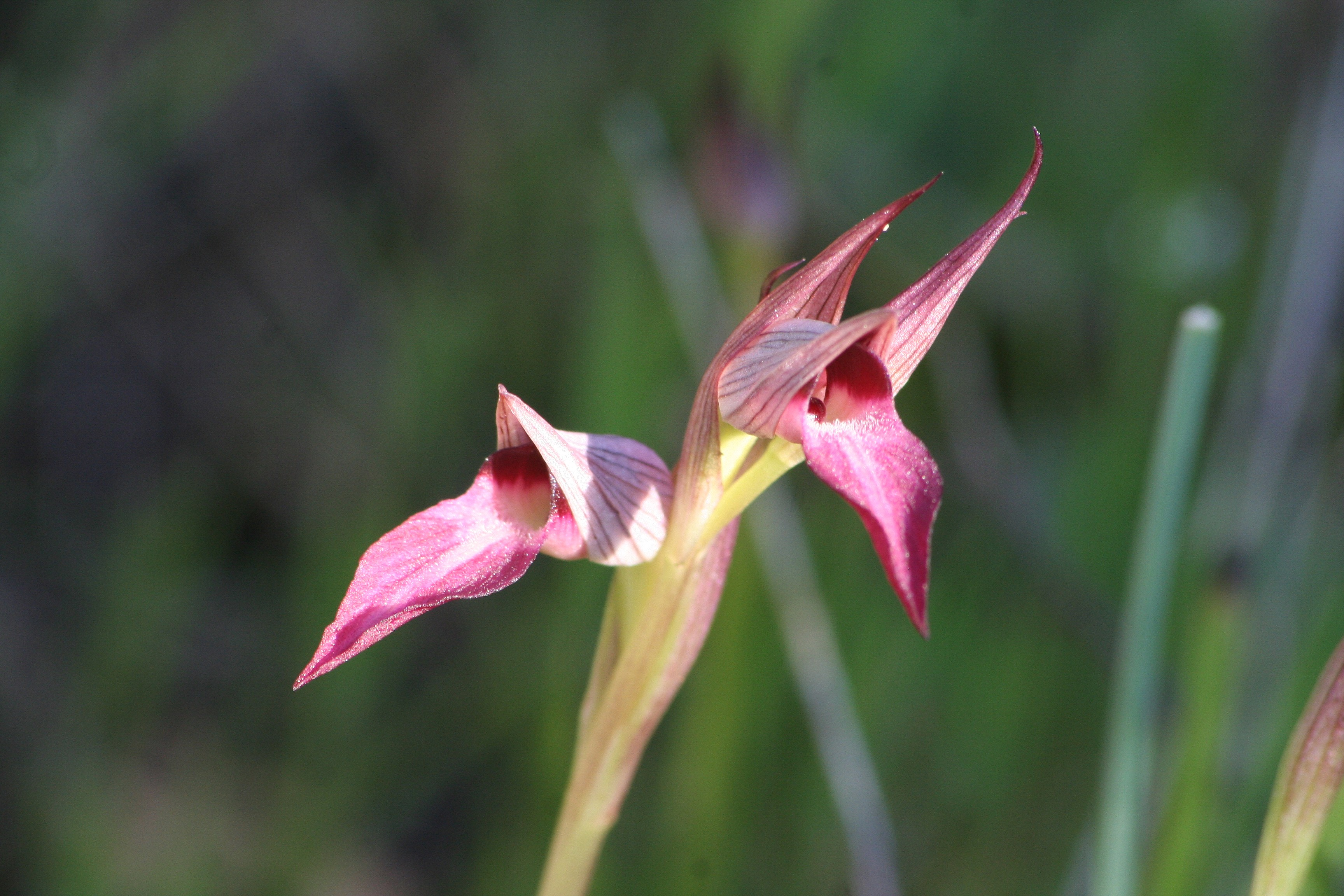
Flor

## Descripción
El género Serapias se caracteriza por tener las flores erectas de color púrpura o violáceas y el labelo central con forma de lengua. Serapias lingua tiene el labelo central bastante ancho y largo, más corto y menos reflejo que en Serapias parviflora, y no tiene la base en forma de corazón como en Serapias cordigera. Florece desde abril hasta junio.

## Hábitat
Vive en suelos silíceos, en praderas húmedas, matorral alto, en olivares, y bosques claros que dejen pasar suficiente luz.
Llega a desarrollarse en alturas de hasta 1000 m s. n. m.
Especie protegida en las Islas Baleares.

## Taxonomía
Serapias lingua fue descrita por Carlos Linneo y publicado en Species Plantarum 949. 1753.
Etimología
Serapias: nombre genérico de origen griego que se aplicó antiguamente a una orquídea no identificada con certeza, quizá Orchis morio. Proviene de un dios egipcio llamado Serapis en cuyos templos los devotos se dedicaban a los placeres de la carne. El nombre que Linneo asignó a este género quizás se debe a que a algunas orquídeas se le atribuyen efectos afrodisíacos.
lingua: epíteto latino que significa "con forma de lengua".
Subdivisiones
- Serapias lingua subsp. duriaei (Rchb. ex Batt.) Soó
- Serapias lingua subsp. lingua

Sinonimia
- Orchis lingua (L.) Scop. 1772
- Helleborine lingua (L.) Pers. 1807
- Serapiastrum lingua (L.) A.A.Eaton 1908

subsp. duriaei (Rchb. ex Batt.) Soó
- Serapias elsae P.Delforge
- Serapias gracilis Kreutz
- Serapias gregaria Godfery
- Serapias mauretanica Schltr.
- Serapias stenopetala Maire & T.Stephenson
- Serapias stricta Welw. ex Woods
- Serapias strictiflora Welw. ex Veiga
- Serapias strictiflora var. distenta Presser
- Serapias strictiflora subsp. gregaria (Godfery) Kreutz

subsp. lingua
- Helleborine leucoglottis Steud.
- Helleborine oxyglottis (Willd.) Pers.
- Lonchitis oxyglottis (Willd.) Bubani
- Serapias brevibracteata St.-Lag.
- Serapias columnae (Rchb.f.) H.Fleischm.
- Serapias excavata Schltr.
- Serapias glabra Lapeyr.
- Serapias laxiflora var. columnae Rchb.f.
- Serapias oxyglottis Willd.
- Serapias oxyglottis var. pallescens Mutel
- Serapias strictiflora var. elsae (P.Delforge) C.Venhuis & P.Venhuis[4]